# Барриер (вулкан)
Барриер — вулкан. Располагается в провинции Рифт-Валли, Кения.
Барриер — щитовой вулкан, высотой 1032 метра. Вместе с остальными окрестными вулканами составляет вулканический комплекс длиной 20 километров и шириной 15 километров. Находится южнее озера Рудольф, с которым он разделён впадиной. Вулкан образовался в результате слияния 4 щитовых вулканов. Наиболее древние вулканы в районе Барриера образовались 92 000 лет назад. Все они были сложены базальтами. Впоследствии образовалась кальдера шириной 3,8 километра. Её заполнили лавовые купола, которые были сложены трахитами и фонолитами. В результате извержений кальдеру заполнили полностью застывшие потоки лавы и купола были разрушены. В эпоху голоцена сформировались шлаковые конусы на южных и северных склонах современного вулканического комплекса. Около 9600 лет назад вулкан полностью отделился от озера Туркана. В окрестностях вулкана наблюдается сульфатная активность на западе и юге вулкана. Исторические извержения наблюдались из конусов Телеки и Эндрью в XIX и XX веках. Начиная с 1871 года вулкана проявлял активность около 8 раз.
В переводе c (англ. barrier) вулкан переводится как барьер. Название связано с рельефом местности где он находится, так как вулкан возвышается на южной оконечности озера Туркана и является своего рода природным барьером между озером Туркана и озером Сугутта, которое впоследствии высохло, так как стало сообщаться с озером Туркана.
В окрестностях вулкана находятся термальные источники.

## Список вулканических объектов по алфавиту, окружающих вулкан Барриер
| Название                       | Тип                 | Высота (м.) |
| ------------------------------ | ------------------- | ----------- |
| Абили Агитук (Варгес)          | Туфовый конус       | 573         |
| Пик Эндрью (Лугугугут, Сугобо) | Стратовулкан        | 915         |
| Каседрал Рок (Наперито)        | Туфовый конус       | 414         |
| Какориня                       | Щитовой вулкан      | 1030        |
| Калоленянг                     | Щитовой вулкан      | 1128        |
| Набоиётон (Набуятом)           | Туфовый конус       | 582         |
| Намурнянг                      | Туфовый конус       | 735         |
| Наперито                       | Туфовый конус       | 414         |
| Телеки                         | Вулканический конус | 646         |